# 예노브크 샤헨

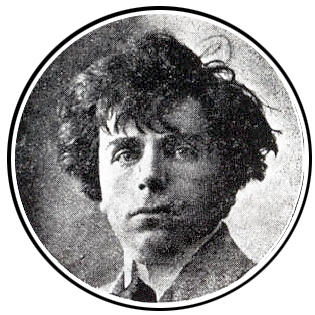
예노브크 샤헨

예노브크 샤헨(아르메니아어: Ենովք Շահէն, 1881년 2월 3일 ~ 1915년 5월 28일)은 아르메니아의 배우이다.
오스만 제국의 지배를 받고 있던 이즈미트 근교에 위치한 바르디자그(Bardizag) 마을에서 아르메니아인 가문의 아들로 태어났다. 가족들과 함께 콘스탄티노폴리스로 이주하면서부터 연극 배우로 활동했으며 윌리엄 셰익스피어의 오셀로, 베니스의 상인에 출연했다. 1915년에 일어난 아르메니아 집단살해 과정에서 살해당했다.